# Aleksa Denović
Aleksa Denović (...) è un giocatore di football americano serbo, che gioca nel ruolo di defensive back per i Beograd Vukovi.